# Équipe de Tunisie féminine de basket-ball
Cet article traite de l'équipe féminine. Pour l'équipe masculine, voir Équipe de Tunisie masculine de basket-ball.
Maillots
L’équipe de Tunisie féminine de basket-ball est l'équipe nationale qui représente la Tunisie dans les compétitions internationales féminines de basket-ball. Elle est placée sous l'égide de la Fédération tunisienne de basket-ball (FTBB) et affiliée à la Fédération internationale de basket-ball depuis 1956. Elle est surnommée « Les Aigles de Carthage ».
La Tunisie a rarement brillé dans le championnat d'Afrique si l'on excepte les éditions 1974 et 2000 où elle remporte la médaille d'argent.

## Résultats

### Palmarès
| Compétitions mondiales                             | Compétitions continentales                   | Autres compétitions |
| -------------------------------------------------- | -------------------------------------------- | --- |
| - Jeux olympiques - Néant - Coupe du monde - Néant | - AfroBasket (2) - Finaliste en 1974 et 2000 | - Jeux panarabes (1) - Vainqueur en 1999 - Finaliste en 1992, 1997 et 2004 - Jeux de la Francophonie - Troisième en 2005 et 2009 - Championnat arabe des nations (2) - Vainqueur en 1989 et 1999 - Finaliste en 1992, 1994, 1997, 2003 et 2017 |

### Parcours en compétitions internationales

#### Jeux olympiques
| Année | Position      |      | Année         | Position |               | Année | Position |
| 1976  | Non qualifiée | 1996 | Non qualifiée | 2016     | Non qualifiée |       |          |
| 1980  | Non qualifiée | 2000 | Non qualifiée | 2020     | Non qualifiée |       |          |
| 1984  | Non qualifiée | 2004 | Non qualifiée | 2024     | Non qualifiée |       |          |
| 1988  | Non qualifiée | 2008 | Non qualifiée | 2028     | -             |       |          |
| 1992  | Non qualifiée | 2012 | Non qualifiée | 2032     | -             |       |          |

#### Coupe du monde
| Année | Position      |      | Année         | Position |               | Année | Position |
| 1953  | Non qualifiée | 1979 | Non qualifiée | 2006     | Non qualifiée |       |          |
| 1957  | Non qualifiée | 1983 | Non qualifiée | 2010     | Non qualifiée |       |          |
| 1959  | Non qualifiée | 1986 | Non qualifiée | 2014     | Non qualifiée |       |          |
| 1964  | Non qualifiée | 1990 | Non qualifiée | 2018     | Non qualifiée |       |          |
| 1967  | Non qualifiée | 1994 | Non qualifiée | 2022     | Non qualifiée |       |          |
| 1971  | Non qualifiée | 1998 | Non qualifiée | 2026     | -             |       |          |
| 1975  | Non qualifiée | 2002 | 16e           | 2030     | -             |       |          |

#### AfroBasket
| Année | Position      |      | Année         | Position     |               | Année | Position |
| 1966  | Non qualifiée | 1990 | 4e            | 2013         | Non qualifiée |       |          |
| 1968  | Non qualifiée | 1993 | Non qualifiée | 2015         | Non qualifiée |       |          |
| 1970  | Non qualifiée | 1994 | Non qualifiée | 2017         | 11e           |       |          |
| 1974  | Finaliste     | 1997 | Non qualifiée | 2019         | 12e           |       |          |
| 1977  | 5e            | 2000 | Finaliste     | 2021         | 11e           |       |          |
| 1979  | Non qualifiée | 2003 | 6e            | 2023         | Non qualifiée |       |          |
| 1981  | 6e            | 2005 | Non qualifiée | 2025         | Non qualifiée |       |          |
| 1983  | Non qualifiée | 2007 | 11e           | 2027         | -             |       |          |
| 1984  | Non qualifiée | 2009 | 10e           | Pays inconnu | -             |       |          |
| 1986  | Non qualifiée | 2011 | 10e           | Pays inconnu | -             |       |          |

#### Jeux africains
| Année | Position         |      | Année            | Position |
| 1965  | Non participante | 1999 | 4e               |          |
| 1973  | Non participante | 2003 | Non participante |          |
| 1978  | Non participante | 2007 | 7e               |          |
| 1987  | Non participante | 2011 | Non participante |          |
| 1991  | Non participante | 2015 | Non participante |          |
| 1995  | Non participante |      |                  |          |